# 제12회 금마장
제12회 금마장(第12屆金馬獎)은 1975년 10월 30일 중화민국 타이베이시 중산당에서 열린 시상식이다.

## 수상 및 후보

### 작품상
- 오토오민

### 감독상
- 유예 수상

### 남우주연상
- 진상림 수상

### 여우주연상
- 노연 수상

### 남우조연상
- 의명 수상

### 여우조연상
- 소방방 수상